# Cerveza Imperial (Costa Rica)
Cerveza Imperial, es una cerveza de Costa Rica, que se elabora en la provincia de Heredia por parte de Florida Ice and Farm Company.
Su particular elaboración está dada por malta, lúpulo, agua y levadura.
La graduación alcohólica es de 4,5°, lo que la hace una cerveza de alcohol moderado. 
Imperial es la primera cerveza agua positiva del mundo, este término se refiere a un cerveza que devuelve al ecosistema más agua de la que toma del ambiente para su proceso de elaboración, desde la materia prima hasta que es consumida. Se determinan tres pasos para ser agua positiva: el primero es medir el 100% del consumo del agua en toda la cadena de valor, el segundo es reducir al mínimo el agua que se necesita y el tercer paso es compensar más de la que se utiliza.

## Historia
La historia de esta cerveza se remonta al año 1924, año en que la cervecería Ortega decide lanzar una cerveza que combine la tradición cervecera alemana con el gusto de los ticos. Su éxito fue inmediato y hoy es líder indiscutible del mercado nacional.
Su logotipo fue diseñado por Enrique Hangen y Wolfgang Hangen, quienes en ese momento eran dueños de la agencia de publicidad "Casa Gráfica". Los hermanos también hicieron el logotipo de otras cervezas costarricenses, como Pilsen y Bavaria. La inspiración para este logo fue de su país natal, Alemania.
Las “águilas” de Imperial iniciaron su vuelo fuera de Costa Rica en el 2004 cuando se exportó a Estados Unidos, país donde se distribuye en más de 20 estados, entre ellos, California, Texas, Florida y Nueva York. Además, Imperial llega a mercados tan lejanos como China y Australia, sin olvidar la región centroamericana.
Como parte de la línea de Imperial, en el año 2006, se introdujo al mercado Imperial Light, una cerveza de bajo amargor y aroma agradable y de menor contenido alcohólico (3,7 % por volumen); y posteriormente en el año 2008 se lanza Imperial Silver, una lager muy suave de cuerpo medio y de ligero aroma y poco amargor con 4,5% de alcohol; en el año 2019 sale a la venta Imperial Ultra, contiene 4% de alcohol y solo 85 calorías. Además se incluyó al portafolio en el 2016 la Imperial Cero, para aquellas personas que por diferentes razones no pueden consumir alcohol.

## Productos
- Imperial
- Imperial Silver
- Imperial Light
- Imperial Ultra
- Imperial Cero